# Andreas Aagesen
Andreas Aagesen, född den 5 augusti 1826 i Köpenhamn, död där den 26 oktober 1879, var en dansk rättslärd. Han var son till Nicolai Aagesen.

## Biografi
Aagesen blev student 1843, juris kandidat 1849 och professor i lagkunskap vid Köpenhamns universitet 1855. Han var framför allt verksam inom den danska förmögenhetsrätten och med romersk privaträtt. Han utgav 1866–1879 fyra verk om egendomsrättigheter och deras överlåtelse och försökte särskilt att definiera förmögenhetsrättens grundbegrepp så korrekt som möjligt. År 1870 förordnades Aagesen till medlem av en kommitté för utarbetande av en sjö- och handelslag. Han kreerades till hedersdoktor vid Uppsala universitets jubelfest 1877 och valdes till ledamot av landstinget samma år som han dog. Efter Aagesens död utgavs hans Indledning til den danske Formueret (1880) och Forelæsninger over den romerske Privatret (1881).

## Utmärkelser
- Dannebrogsmännens hederstecken,  1874[2]
- Hedersdoktor vid Uppsala universitet,  1877[2]
- Kommendör av Dannebrogorden,  1879[2]

[Redigera Wikidata]